# Río Moder
El Moder (francés: la Moder, alemán: die Moder) es un río en el noreste de Francia; comienza en Zittersheim y termina en el río Rin. Tiene 82,1 km de largo.

## Etimología
El nombre del río proviene de Matrae, la diosa gala de los ríos.

## Curso
El origen del Moder está cerca de la aldea Moderfeld, en la comuna de Zittersheim. Se une al Rin cerca de la esclusa de Iffezheim, en Alemania. Los cuatro afluentes principales del Moder son Zinsel du Nord, Zorn, Rothbach y Soultzbach. 
El río pasa a través de las siguientes comunas:
| - Zittersheim - Wingen-sur-moder - Wimmenau - Ingwiller - Menchhoffen - Schillersdorf - Obermodern-Zutzendorf - Schalkendorf - La Walck - Pfaffenhoffen | - Uberach - Niedermodern - Dauendorf - Ohlungen - Schweighouse-sur-Moder - Haguenau - Kaltenhouse - Oberhoffen-sur-Moder - Bischwiller | - Rohrwiller - Drusenheim - Sessenheim - Dalhunden - Stattmatten - Auenheim - Fort-Louis - Rœschwoog - Neuhaeusel |